# Romain Thibault
Romain Thibault (* 6. Januar 1991 in Nîmes) ist ein französischer Fußballspieler.

## Karriere
Der Stürmer Thibault wuchs in Bouillargues nahe Nîmes auf und begann 1997 beim dort angesiedelten lokalen Verein US Bouillargues mit dem Fußballspielen. Ein Jahr darauf glückte dem damals Siebenjährigen die Aufnahme in die Jugendabteilung des Profiklubs Olympique Nîmes. 2002 wechselte er zum Stadtrivalen Nîmes Cheminot, ehe er 2004 zu Olympique zurückkehrte. Zur Saison 2010/11 rückte er in den Kader der Zweitligamannschaft auf, ohne jedoch einen Vertrag für diese zu besitzen. In der nachfolgenden Zeit spielte er hauptsächlich für die Reservemannschaft, kam aber am 1. April 2011 im Alter von 20 Jahren zu seinem Zweitligadebüt, als er bei einer 0:1-Niederlage gegen den FC Évian Thonon Gaillard in der 64. Minute für Steve Haguy eingewechselt wurde. Am 22. April kam er bei einem 2:2 gegen den FC Nantes in der 86. Minute ins Spiel und erzielte in der Nachspielzeit mit seinem ersten Tor als Profi den Ausgleich. Bis zum Saisonende folgten regelmäßig weitere Einsätze, auch wenn er dabei durchgehend als Ersatzspieler von der Bank kam. Den Abstieg in die Drittklassigkeit konnte er dabei nicht abwenden, wurde aber zeitgleich mit einem festen Vertrag für die erste Auswahl des Vereins ausgestattet. 
Während der Spielzeit 2011/12 musste er mit Nîmes in der dritten Liga antreten, wurde in der ersten Mannschaft allerdings ohnehin kaum berücksichtigt. 2012 gelang der direkte Wiederaufstieg und danach wurde er wieder regelmäßig aufgeboten, wobei er am 17. August 2012 bei einem 3:2 gegen den CS Sedan zum ersten Mal in der Startelf stand. In der Endphase der Saison stand er hingegen kaum noch auf dem Platz. Im August 2013 wurde er an den Drittligisten FC Bourg-Péronnas verliehen, um bei diesem verstärkt Spielpraxis zu erhalten. Bei den Ostfranzosen konnte er sich in der nachfolgenden Zeit einen Stammplatz erkämpfen, wurde aber weder behalten, noch fand er bei Nîmes wieder einen Platz.
Im Sommer 2014 unterschrieb er beim Viertligisten VF Les Herbiers und verabschiedete sich damit vorerst aus dem die obersten beiden Spielklassen umfassenden Profibereich. Er nahm dort keinen Stammplatz ein und kam in seinem ersten Jahr nicht über drei Torerfolge hinaus, erreichte mit der Mannschaft 2015 jedoch den Aufstieg in die Drittklassigkeit. Mit dem sich anschließenden Wechsel zum FC Hyères verblieb er selbst in der vierten Liga.